# Sambava
Sambava, grad na sjeveroistoku Madagaskara s 31 069 stanovnika u Provinciji Antsiranani i Regiji Savi, upravno središte Distinkta Sambava.
Sambava na malgaškom znači riječna ušća, jer upravo tu imaju ušće tri rijeke u Indijski ocean. Grad je danas poznat kao mjesto s najvećom plantažom kokosa na svijetu (oko 4800 ha) koju održava SOAVOANIO (Société Sambava Voanio).

## Povijest
Sambava se kao središte lokalne uprave počela formirati početkom 20. stoljeća u doba francuske kolonijalne vlasti. Tad su izgrađene prve veće građevine u mjestu (zgrade uprave, škola, ambulanta), a u okolini osnivane velike plantaže. Većina stanovnika grada su pripadnici malgaškog naroda Betsimisaraka.

## Geografska i klimatska obilježja
Sambava leži na obali Indijskog oceana 430 km jugoistočno od provincijskog središta Antsiranane s kojim je povezana državnom cestom broj 5, preko Ambilobea (292 km). 
Pored grada, 12 km jugoistočno nalaze se jezera Antohomaro i Andamonti. 
Klima je umjerena tropska s prosječnom temperaturom od 30°C ljeti i oko 20°C u petorima zimskim mjesecima kad pada kiša. Sambava je često pogođena snažnim uraganima s Indijskog oceana.

## Gospodarstvo i promet
Sambava je udaljena 1 256 km od glavnog grada Antananariva, s kojim je povezana državnim cestama br. 5 i 7 preko Ambilobea.
Grad posjeduje malu zračnu luku (IATA: SVB ICAO: FMNS). Državnom cestom br. 7 grad je povezan s Antananarivom i ostalim malgaškim gradovima. Sambava je grad u kojem je većina aktivnosti vezana uz proizvodnju kokosa, vanilije, kave, papra i riže. 
Većina stanovnika (oko 45%) bavi se poljoprivredom, a 0,5% bavi se stočarstvom. Od ribarstva živi 0.5%, u industriji radi 0,5 % stanovnika, a u uslužnom sektoru i upravi zaposleno je 53.5%. Grad ima srednje škole, bolnicu, banke, par hotela i restorana. Na udaljenosti od tridesetak kilometara u pravcu jugozapada nalazi se Nacionalni park Marojeji, koji je jedan od parkova kišnih šuma Atsinanane na UNESCO-ovom popisu svjetske baštine.

## Vanjske poveznice
- Sambava  Arhivirana inačica izvorne stranice od 4. ožujka 2016. (Wayback Machine)
- La région de Sambava  Arhivirana inačica izvorne stranice od 18. kolovoza 2012. (Wayback Machine)